# Carrer Portella (Figueres)
El Carrer Portella és un carrer del municipi de Figueres (Alt Empordà) que compta amb alguns edificis que formen part de l'Inventari del Patrimoni Arquitectònic de Catalunya.

## Número 5
L'edifici del número 5 del carrer Portella forma part de l'Inventari del Patrimoni Arquitectònic de Catalunya. És un edifici entre mitgeres situat a pocs metres de l'Ajuntament, de planta baixa i tres pisos i coberta terrassada. La planta baixa de l'edifici no conserva les obertures originals, ja que s'ha destinat a ús comercial. Al primer pis trobem les obertures dins una balconada correguda, mentre que als pisos superiors els balcons són individuals. Cada pis té dues obertures en arc rebaixat i entre un pis i l'altre hi ha un esgrafiat amb decoració vegetal. Tota la façana està decorada amb un esgrafiat que imita carreus disposats a trencajunt.

## Número 9

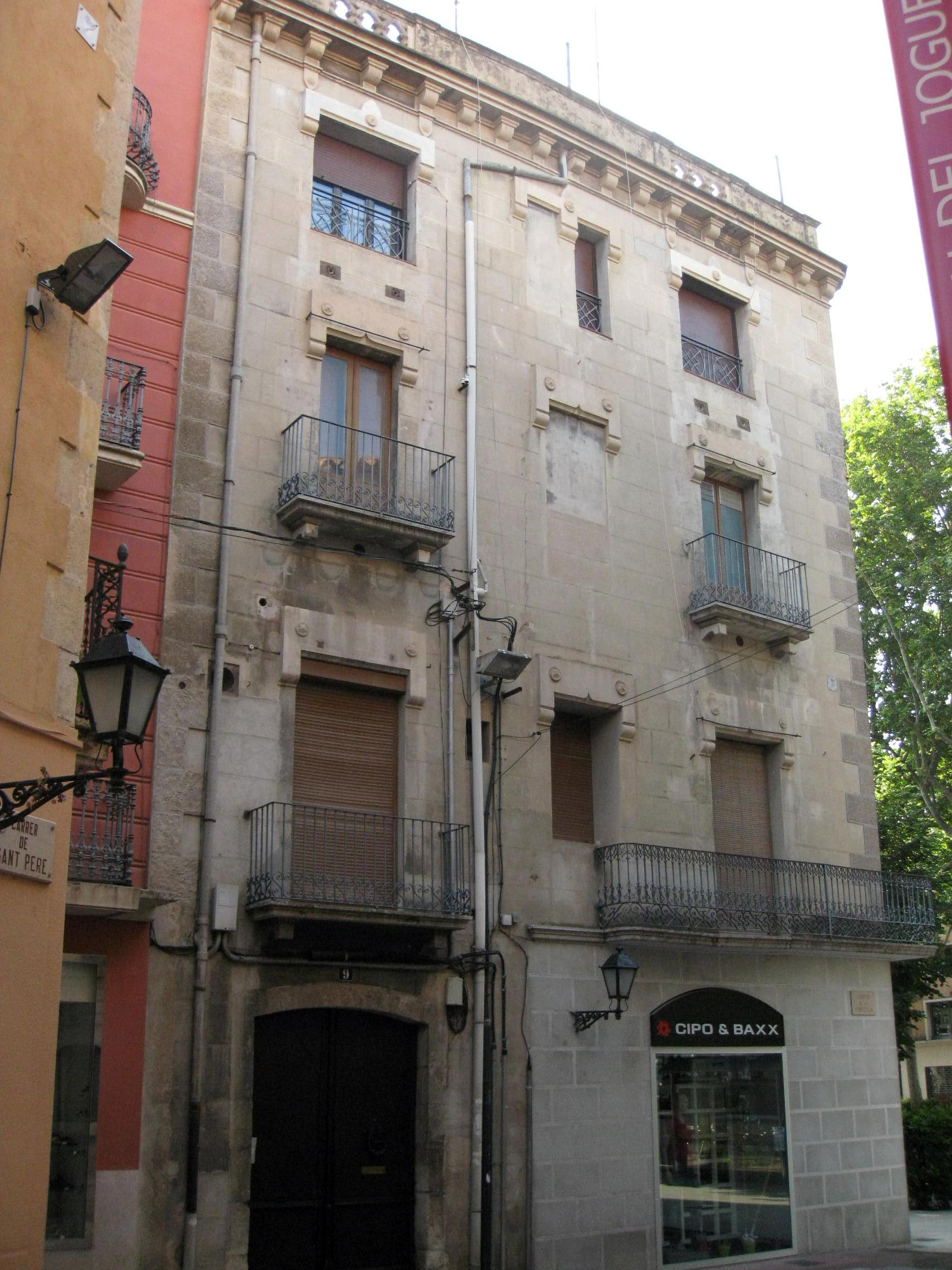
Número 9 del carrer Portella

L'edifici del número 9 del carrer Portella forma part de l'Inventari del Patrimoni Arquitectònic de Catalunya. Edifici cantoner situat al centre de la ciutat. És un edifici de grans dimensions de planta baixa i dos pisos am b coberta terrassada, amb la façana arrebossada, tot i que aquest arrebossat imita un paredat de carreus. A les cantonades de l'edifici sí que trobem carreus ben tallats. Totes les obertures dels pisos superiors de la casa són rectangulars i tenen un guardapols amb decoració floral. Algunes d'aquestes obertures tenen un balcó de ferro forjat amb decoració floral. Destaca la balconada en cantonada del primer pis, que porta del carrer Portella a la Rambla. Les obertures de la planta baixa són, a diferència de les dels pisos superiors, en arc rebaixat, de les que destaca la porta d'accés, amb carreus ben tallats.